# Bent Claudi Lassen
Bent Claudi Lassen (født 22. november 1945 i Asperup på Fyn) er agronom, landmand, tidligere formand for Danske Slagterier og kandidat ved EU-Parlamentsvalget 2009 for Venstre.
Bent Claudi Lassen blev agronom i 1972. Han ejer og driver Båring Lykkegård med et jordtilliggende på 102 ha og årlig produktion af 5.000 slagtesvin og planteafgrøder. Han var formand for Danske Slagterier, indtil han fratrådte i 2008 på grund af sit EU-kandidatur. Han er tidligere formand for slagteriselskabet Danish Crown, Danske Andelsselskaber og Øresund Food Network.
Danske Slagterier var i søgelyset i 2007, da selskabet blev anklaget for misrøgt af dyr under lange transporter. Danske Slagteriers transportfirma SPF blev fulgt af journalister fra DR under en 2.700 km lang grisetransport til Rusland. Programmet viste billeder af grise i lastvogne, der var strandet på grænsen mellem Letland og Rusland. Da de lettiske myndigheder standsede transporten, var 33 grise døde, og 36 måtte aflives. Ifølge DR var svinene indelukket i 127 timer uden hvil, hvilket var i strid med EU's regler for dyrevelfærd. Bent Claudi Lassen beklagede forløbet, men sagde, at transporten var gennemført i god tro, og at SPF inden transporten havde fået ruteplanerne godkendt i fødevareregionerne. Der var tvivl om, hvorvidt EU-reglerne gjaldt, når transporterne forlod unionen. Danske Slagterier besluttede straks at indstille de lange grisetransporter ud af EU. En undersøgelse ved to eksterne advokater gav senere direktør Peter Skov Madsen i SPF "en overordentlig skarp påtale" for svigt i forbindelse med dyretransporterne, og Bent Claudi Lassen beklagede sagen.
2006 blev han Ridder af Dannebrog og bærer også Oranje-Nassau Orden.